# 和郁
和郁（？—311年），字仲舆，汝南郡西平（今河南西平西）人。西晋官員。官至尚書僕射、中書令、尚書令。

## 生平
和郁才望不及和峤，而以清干著称。和郁及石崇、陆机、陆云、潘岳、刘琨等人归附于贾谧的门下，号金谷二十四友。299年，晋惠帝派遣尚书和郁等拿着符节到东宫，废黜太子司马遹为平民。300年，司马伦掌权，派遣尚书和郁持符节把贾谧的姨母皇后贾南风押送到金墉城，恢复司马遹的爵位封号，派尚书和郁带领东宫僚属到许昌迎接司马遹的遗体。后历任尚书左右仆射。307年十一月初八，朝廷任尚书右仆射和郁为征北将军，镇守邺城。308年九月，汉国王弥、石勒进犯邺城，和郁弃城而逃，奔于卫国。309年任中书令，寻迁尚书令。311年，刘曜、王弥攻入洛阳。和郁与傅宣赴告各地，征义兵，并与豫章王司马端投奔大将军苟晞。不久病卒。

## 家族
祖父和洽，父亲曹魏廷尉、吏部尚書和逌，兄长中书令、太子少保和嶠。
子和濟，为和嶠嗣子，西晉中書郎。